# Qusra
Qusra (in arabo قُصرى‎?) è una città palestinese in Cisgiordania, 15 km a sud est di Nablus.